# لیوبوف اودینوکووا
لیوبوف اودینوکووا (اوکراینی: Любов Іванівна Одинокова-Бережная؛ زادهٔ ۲۴ ژوئیهٔ ۱۹۵۵) بازیکن هندبال اهل اتحاد جماهیر شوروی سوسیالیستی بود.